# Baeckea pentagonantha
Baeckea pentagonantha är en myrtenväxtart som beskrevs av Ferdinand von Mueller. Baeckea pentagonantha ingår i släktet Baeckea och familjen myrtenväxter. Inga underarter finns listade i Catalogue of Life.